# Kokrica
Kokrica – wieś w Słowenii, w gminie miejskiej Kranj. W 2018 roku liczyła 1605 mieszkańców. 